# پسر بابا
پسر بابا نام یک برنامهٔ تلویزیونی مخصوص گروه سنی کودکان بود که در سال ۱۳۷۰ از تلویزیون ایران پخش می‌شد. بازیگران این مجموعه بیژن بنفشه‌خواه و حسین رفیعی بودند.